# 萨尔茨堡音乐节
萨尔茨堡音乐节（德語：Salzburger Festspiele），又称「萨尔茨堡夏季艺术节」（以区别「萨尔茨堡复活节音乐节」），为每年七月最后一个周六在莫扎特故乡——奥地利萨尔茨堡举办的连续五周的夏季音乐盛会，以演奏莫扎特作品为初衷。
萨尔茨堡音乐节由「國際莫扎特基金会」始创于1877年，1922年之后加入理查德·施特劳斯的作品。1992年，剧院管理者、法学博士吉拉德·莫迪埃对音乐节曲目进行改革，直到近代，逐步加入穆索尔斯基、老约翰·施特劳斯、吉纳斯特拉、柴可夫斯基、肖斯塔科维奇、马勒、瓦格纳、布鲁克纳等人的作品。目前，音樂節的常態内容包括歌剧、话剧、电影、音乐会、芭蕾舞等项目，出演者則是柏林爱乐乐团、维也纳爱乐乐团等國際一線樂團及其指揮者。此外，亦有一些獨奏會舉辦，由各領域的傑出獨奏家擔綱演出。
音乐节期间，萨尔茨堡音乐节大厅、萨尔茨堡莫扎特音乐大学等場地都有活动舉辦。

## 沿革

### 歷略
- 1877年创办时，名为「萨尔茨堡国际音乐节」，不定期举办以莫扎特作品为主题的音乐会，1910年因戰爭而暫時中止舉辦
- 1917年，「萨尔茨堡慶典劇院自治會」（Salzburger Festspielhaus-Gemeinde）成立，成為後來年度音樂節的籌備單位。
- 1918年，在五位藝術界人士的呼吁下，音樂節迎來重生，這五人也被視為是薩爾茨堡音樂節的創辦者，他們分別是：劇作家胡戈·冯·霍夫曼史塔、作曲家理查德·施特劳斯、舞台設計阿爾弗雷德·洛勒（德语：Alfred Roller）、指揮家弗朗茨·沙爾克（德语：Franz Schalk）、以及柏林德意志劇院的劇院經理馬克斯·萊因哈特。
- 1920年8月22日，由萊因哈特所引進、霍夫曼史塔的神秘剧《每个人》(Jedermann)在大教堂前首次上演，现代萨尔茨堡艺术节拉开序幕[註 1][6][7][8]。
- 1922年，理查德·施特劳斯指揮莫扎特《唐·喬望尼》演出，這是音樂節首次加入歌劇製作。此外，由于理查德·施特劳斯对音乐节的贡献，音乐节曲目亦开始加入他的作品。

更多資訊：1922–26年間的音樂節歷史及曲目，英語維基百科的頁面
更多資訊：1935–37年間的音樂節歷史及曲目，英語維基百科的頁面
- 由於德奧合併以及二戰的影響，音樂節受到嚴重的打擊，但仍維持每年演出（1944年由約瑟夫·戈培爾下令停辦除外）。1945年，維也納愛樂第一次在音樂節缺席，改由在地的莫扎特音樂院管弦樂團（Mozarteumorchester）負責節目演出[9]。
- 直到1947年之前，有幾位受調查的重要音樂家（例如威廉·门格尔贝格）都中斷了在這裡的演出[9]。
- 1956年，卡拉扬成為音樂節的藝術總監。1957年他率領柏林愛樂樂團在此登台，使其成為戰後首個在薩爾茨堡音樂節作客出演的樂團[註 2][3][9]。1957年至1988年期間，他連續在此指揮演出，不落下任何一屆[9]。
- 1960年，节日大剧院開幕使用。
- 1989年7月16日，卡拉揚逝世，音樂節安排了多場追思演出[9]。
- 1992年，在吉拉德·莫迪埃担任音乐节行政及艺术总监的第一年，便上演了梅西安《阿西西的圣方济各》，以及莫迪埃自己的作品，音乐节对古典乐迷的感召力开始回归[3]，并大步走向国际化。
- 2001年，彼得·魯齊卡（德语：Peter Ruzicka）繼任音樂節總監一職。
- 2005年，適逢名男中音菲舍爾-迪斯考八十歲大壽，音樂節為他舉辦了慶祝音樂會[9]。
- 2006年起，音樂節由尤金·弗利姆（德语：Jürgen Flimm）、馬庫斯·辛特霍瑟（德语：Markus Hinterhäuser）共同領導。該年適逢莫扎特250週年誕辰，音樂節演出了其全本22部歌劇作品，以為紀念。系列的演出錄影則於當年11月上市發售。
- 2010年，亞歷山大·佩雷拉（Alexander Pereira）成為音樂節經理，但旋即於翌年離任。佩雷拉在任期間，對音樂節的規劃是「推出新版本製作」，此一路線為後續的節目主導者所認可，大大改變了音樂節的生態。不過，在預算有限之下，相關的規劃沒有完全實現[註 3][10]。

## 主要演出場地
- 音乐节大厅
- 莫扎特之家（Haus für Mozart）[註 4]
- 國際莫扎特基金会（德语：Internationale Stiftung Mozarteum）的大音樂廳（Großer Saal）
- 莫扎特音乐大学的大、小劇場（Großes/Kleines Studio）
- 萨尔茨堡州立剧院（Salzburger Landestheater）
- 米拉贝尔宫

## 曲目
在卡拉揚監軍的年代，薩爾茨堡音樂節的演出曲目集中於莫扎特與理查德·施特劳斯的作品，但也有少數例外，例如威尔第《法爾斯塔夫》（Falstaff）、貝多芬《费德里奥》等。
霍夫曼史塔的《每个人》自1920年以来逐渐成为艺术节保留曲目，尤其艺术节走向国际化的当代，萨尔茨堡民众与艺术节的纽带或是每年在大教堂广场露天观看一或多场免费的《每个人》。

## 預算及相關
作家羅傑·沃恩在《卡拉揚傳》談及1983年薩爾茲堡音樂節的開銷：
《費黛里奧》的服裝費據報是11萬美元；道具布景28萬美元。《女人皆如此》服裝14萬美元；道具布景30萬5000美元。頭髮和戲服費用總共50萬美元；燈光100萬美元；行政和技術人員265萬美元。節慶劇院147個人員全年消耗360萬美元。馬捷爾拿5萬美元；沙瓦利許拿4萬美元；李汶10萬美元。卡拉揚據報每晚指揮費1萬1000美元、製作費每晚2萬美元。獨奏家合拿175萬美元。維也納愛樂管絃樂團147名樂手，每人拿7500美元。整個音樂節的補助津貼約為600萬美元。
根據2017年的統計資料，薩爾茨堡音樂節的票券營收達27,000,000歐元之額，足以支應兩千八百名正職員工的所需。整個音樂節的年度產額則預估落在183,000,000歐元左右（按：僅薩爾茨堡地區）。據估算，音樂節的各級單位須向奧地利政府上繳約77,000,000歐元的法定稅額。

## 錄音節選
德國慕尼黑的奧菲歐唱片（Orfeo Schallplatten）是薩爾茨堡音樂節演出實況的專門品牌，旗下的〈節日文件〉（Festspieldokumente）系列收錄了歷年音樂節具代表性的節目現場。

## 參看
- 萨尔茨堡复活节音乐节
- 薩爾茨堡降臨節藝術節（德语：Salzburger Pfingstfestspiele）
- 莫扎特週（德语：Mozartwoche）

## 外部連結
- 官方网站
- 美第奇.tv轉播的薩爾茨堡音樂節 （页面存档备份，存于）